# Peine de mort au Nebraska
Au Nebraska, la pendaison fut en usage jusqu'en 1913 avec l'exécution d'Albert Prince. Allison Cole sera le premier condamné à y être exécuté par la chaise électrique en 1920. Celle-ci fut utilisée jusqu'en 1959, puis un moratoire fut observé durant 35 ans. Trois exécutions par électrocution eurent lieu en 1994, 1996 et 1997, puis une par injection létale au Fentanyl en 2018,. 
La peine de mort fut abolie dans l'État par une loi le 27 mai 2015, qui fut cependant annulée à la suite d'un référendum le 8 novembre 2016.

## Procédure
Dans cet État, il convient au jury de déterminer à l'unanimité les circonstances atténuantes et celles rendant un crime passible de mort, et à un panel de trois juges de décider à l'unanimité de la sentence selon les réponses apportées par le jury.
Les dates d'exécution sont fixées par la Cour suprême de l'État et la commutation est une décision d'un panel composé du gouverneur, de l'Attorney General (Procureur général) et du Secrétaire d'État. Au moins 13 témoins sont autorisés à assister à l'exécution, un conseiller spirituel, trois choisis par le condamné, trois représentants de la famille de la victime et six choisies par l'administration.

## Crime capital
L'assassinat (first-degree murder), seul crime capital au Nebraska, est défini par l'homicide commis dans les cas de figure suivants :
- commis volontairement et avec préméditation ;
- durant la commission ou la tentative de commission d'une agression sexuelle au premier degré, d'un Incendie volontaire, d'un vol qualifié, d'un enlèvement, du détournement d'un moyen de transport ou d'une effraction ;
- par l'administration de poison par soi-même ou par autrui, ou par un faux témoignage ou subornation de témoins, cause volontairement la condamnation et l'exécution d'un innocent.

## Histoire depuisGregg

### Abandon de la chaise électrique
En 2007 la Cour suprême de l'État a suspendu l'exécution de Raymond Mata qu'elle avait elle-même ordonnée pour juger de la constitutionnalité de la chaise électrique que le Nebraska était alors le seul État à utiliser sans l'injection létale en alternative. La Cour jugea par six voix contre une que l'électrocution était anticonstitutionnelle, validant unanimement la condamnation de Mata dans la foulée, condamné pour le meurtre d'Adam Gomez, fils de son ex-petite amie âgé de 3 ans, dont il avait livré des morceaux à son chien.
Le procureur général n'a pas fait appel de la décision devant la Cour suprême des États-Unis car cela couterait dans les 10 000 $ sans garantie de succès, mais il souhaite que les exécutions reprennent vite par l'adoption de l'injection létale.
En mai 2009, la législature du Nebraska a adopté un projet de loi établissant l'injection létale et ce de manière rétroactive. Le gouverneur l'a signé le jour même, mais selon le procureur général de l'État, l'exécution de Mata n'aura pas lieu d'ici au moins un an, le temps que la justice approuve la nouvelle méthode,.

### Procédure liée à l'injection létale
En 2011, l'administration pénitentiaire du Nebraska aurait acquis illégalement du thiopental, l'un des trois ingrédients du cocktail létal. En effet, le 30 septembre 2011, la firme pharmaceutique suisse Naari a livré à Chris Harris un lot de cet anesthésique pour "test et évaluation" en tant qu'échantillon gratuit interdit à la vente. Harris a ensuite revendu ce lot pour 5 411 $ au NDCS (Nebraska Department of Correctional Services - Fr : Département des services pénitentiaires du Nebraska). Il avait prétendu vouloir établir un marché pour le thiopental à usage médical en Zambie.

### Vote sur l'abolition
Le 20 mai 2015, la Législature du Nebraska, majoritairement républicaine, vote, à une large majorité de 32 voix contre 15 pour le maintien et au-delà du seuil requis pour passer outre un veto du gouverneur Pete Ricketts, l'abolition de la peine capitale. La Chambre monocamérale adopte définitivement cette proposition en troisième lecture le 27 mai suivant par 30 voix pour et 19 contre. Le Nebraska devint ainsi le 19e État américain à abolir la peine de mort.

### Référendum sur le rétablissement
Immédiatement après le vote de l’abolition, un mouvement nommé Nebraskans for the Death Penalty, soutenu par le gouverneur, se mobilisa afin d'obtenir les 5 % de signatures nécessaires pour l'organisation d'une initiative populaire sur l'abrogation de cette loi, contrés par l'organisation Nebraskans for Public Safety.
Les partisans du référendum réussirent à dépasser leur but, et même à atteindre le seuil des 10 % de signatures au-dessus duquel la qualification pour référendum est suspensive en attendant le vote, qui eut lieu le 8 novembre 2016 et qui aboutit à la victoire du rétablissement. Carey Dean Moore est exécuté le 14 août 2018.

## Exécutions depuis 1973
Les exécutions ont lieu à Lincoln, au Nebraska State Penitentiary (en).
| Criminel        | Date             | Méthode(s)        | Crime(s)                                                                               | Gouverneur    |
| --------------- | ---------------- | ----------------- | -------------------------------------------------------------------------------------- | ------------- |
| Harold Otey     | 2 septembre 1994 | Chaise électrique | Meurtre en 1977 d'une femme en l'étranglant avec une ceinture après l'avoir violée.    | Ben Nelson    |
| John Joubert    | 17 juillet 1996  | Chaise électrique | Meurtre entre 1982 et 1983 de trois enfants en les poignardant après les avoir violés. | Ben Nelson    |
| Robert Williams | 2 décembre 1997  | Chaise électrique | Meurtre en 1977 de trois femmes en leur tirant dessus après les avoir violées.         | Ben Nelson    |
| Carey Moore     | 14 août 2018     | Injection létale  | Meurtre en 1979 de deux chauffeurs de taxi après les avoir dévalisés.                  | Pete Ricketts |

## Condamnés à mort
En février 2023, le couloir de la mort du Nebraska compte onze condamnés. Depuis 1973, un condamné a été gracié dans le Nebraska.
| Criminel        | Date de condamnation | Crime(s)                                                                              |
| --------------- | -------------------- | ------------------------------------------------------------------------------------- |
| Aubrey Trail    | 9 juin 2021          | Meurtre et démembrement d’une jeune femme en 2017.                                    |
| Anthony Garcia  | 14 septembre 2018    | Meurtre entre 2008 et 2013 de quatre personnes pour se venger de son licenciement.    |
| Nikko Jenkins   | 30 mai 2017          | Meurtre en 2013 de quatre personnes choisies au hasard en leur tirant dessus.         |
| Marco Torres    | 29 janvier 2010      | Meurtre en 2007 de deux personnes en leur tirant dessus lors d'un braquage.           |
| Roy Ellis       | 6 février 2009       | Meurtre en 2005 d'une fillette de douze ans après l'avoir violée.                     |
| Eric Vela       | 12 janvier 2007      | Meurtre en 2002 de cinq personnes en leur tirant dessus lors d'un braquage de banque. |
| Jeffrey Hessler | 18 mai 2005          | Meurtre en 2003 d'une adolescente de quinze ans après l'avoir violée.                 |
| Jose Sandoval   | 31 janvier 2005      | Meurtre en 2002 de cinq personnes en leur tirant dessus lors d'un braquage de banque. |
| Jorge Galindo   | 10 novembre 2004     | Meurtre en 2002 de cinq personnes en leur tirant dessus lors d'un braquage de banque. |
| Raymond Mata    | 1er juin 2000        | Meurtre en 1999 du fils de trois ans de son ex petite amie.                           |
| John Lotter     | 21 février 1996      | Meurtre en 1993 de trois personnes dont viol sur l'une d'entre elles.                 |